# Cis pospolity
Cis pospolity (Taxus baccata L.) – gatunek wiecznie zielonego iglastego drzewa lub dużego krzewu z rodziny cisowatych. Występuje naturalnie w Europie, w Azji zachodniej (sięgając aż po Iran) oraz w północnej Afryce. Jest to roślina wolno rosnąca, długowieczna (osiąga ponad tysiąc lat), rosnąca na różnych glebach i w różnych warunkach nasłonecznienia. Po okresie ograniczania zasobów związanych z nadmierną eksploatacją i niszczeniem siedlisk, obecnie gatunek jest w ekspansji. Jest wszechstronnie wykorzystywany – jako roślina ozdobna, lecznicza i dostarczająca wartościowego drewna.

## Rozmieszczenie geograficzne
Zasięg gatunku obejmuje niemal całą Europę z wyjątkiem jej północnej i wschodniej części. Na rozległych obszarach ma rozproszone stanowiska, częściej występując na obszarach górskich. Ze względu na popularność uprawy i rozsiewanie się z upraw – dla wielu stanowisk trudno określić na ile są one naturalne. Na północy gatunek osiąga 63°N w Norwegii i Szwecji – brak go na Wyspach Owczych i Islandii oraz w północnej Skandynawii. Na wschodzie rośnie w krajach nadbałtyckich, w Polsce, w Karpatach, na Krymie, licznie w rejonie Kaukazu sięgając po północny Iran. Południowa granica obejmuje europejską część Turcji, Grecję, Włochy i Półwysep Iberyjski. Nieliczne stanowiska ma cis na wyspach śródziemnomorskich. Rośnie też w górach Algierii i Maroka. Na Azorach znajduje się na krawędzi wymarcia. W Polsce najczęściej jest spotykany w zachodniej, północnej i południowej części kraju.

## Morfologia
PokrójZimozielone niewysokie drzewo, o wysokości zwykle do 15 m (maksymalnie do 28 m) lub rosnące w formie krzewu o wysokości do 3–4 m. Pierśnica osiąga do 80 (140) cm. Korona ciemnozielona, zwykle jajowato-stożkowata, u starych drzew lub osobników krzewiastych nieregularna. Często roślina wielopniowa. Formy krzewiaste pojawiają się najczęściej w wyniku wczesnej straty pędu wierzchołkowego i zastąpienia go kilkoma innymi. Pień z reguły obficie, nieregularnie ugałęziony, przy czym nawet ze starych pni i konarów wypuszcza wciąż młode odgałęzienia. Młode pędy przez 2–4 lata pozostają zielone.
KoraWiśniowo-szara lub ciemnobrunatna, później rdzawoszara, łuszcząca się cienkimi płatami.
KorzeniePłytkie, czasem, zwłaszcza na glebach inicjalnych, nawapiennych na poziomie gruntu.
LiścieSkrętoległe igły, o długości 2–3 cm i szerokości 3 mm, równowąskie, szablaste, spłaszczone, o łagodnie zaostrzonym wierzchołku, nasada liścia zbiega po ogonku, lekko wygięte, niekłujące, miękkie, osadzone na krótkim, cienkim ogonku. Górna strona – ciemnozielona, błyszcząca, spodnia – znacznie jaśniejsza, matowa, ze słabo zaznaczającymi się, dwoma paskami aparatów szparkowych. Centralna wiązka przewodząca wyraźna na obu stronach liścia, którego brzegi są lekko podwinięte. Igły na pędzie wyrastają skrętolegle, przy czym na końcach pędów rozłożone są dwustronnie grzebieniasto. Pozostają na pędzie przez 6–8 lat.
PąkiBardzo drobne, z łuskami ciemnobrązowymi, zaokrąglonymi i ciasno przylegającymi.
KwiatyRozdzielnopłciowe, przy czym rośliny są zwykle dwupienne, rzadko jednopienne. Kwiaty drobne, zielone, rozwijają się w kątach liści na końcach ubiegłorocznych przyrostów letnich. Żeńskie (makrostrobile) są bardzo małe (od 1,5 do 2 mm długości), mają jajowaty kształt, rozwijają się pojedynczo lub parami na dolnej stronie pędów. Składają się z kilku łusek, z których tylko najwyższa jest płodna, wspierając pojedynczą zalążnię. Kwiaty męskie (mikrostrobile) mają kulisty kształt i średnicę 2–3 mm, są żółtozielone, skupione po 20–30 w końcowych odcinkach pędów. Każdy strobil składa się z 6–14 mikrofili, każdy z 4–9 woreczkami pyłkowymi.
NasionaŻółtobrązowe, jajowate, długości 6–7 mm i średnicy 5 mm. Okryte są twardą łupiną nasienną i częściowo charakterystyczną czerwoną, kubkowatą osnówką o wymiarach 7 x 9 mm.

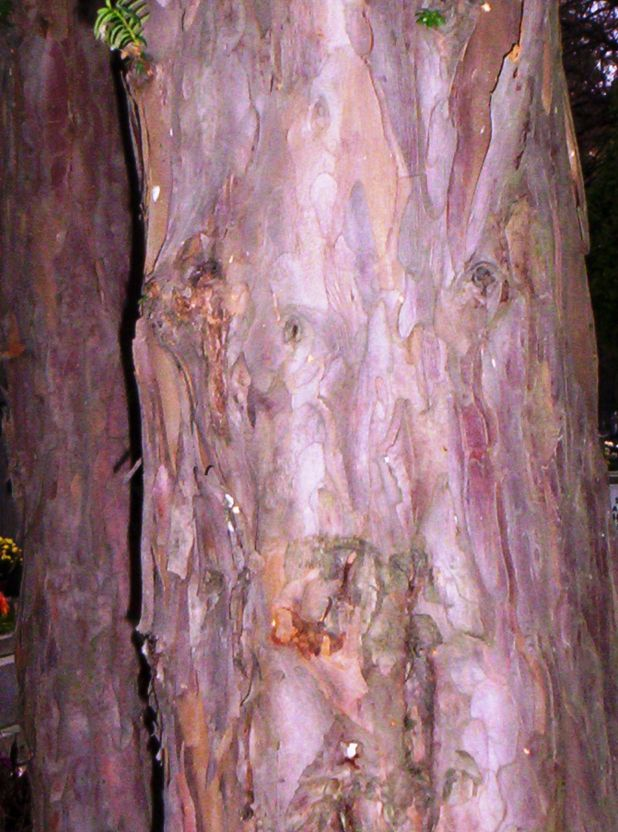
Kora
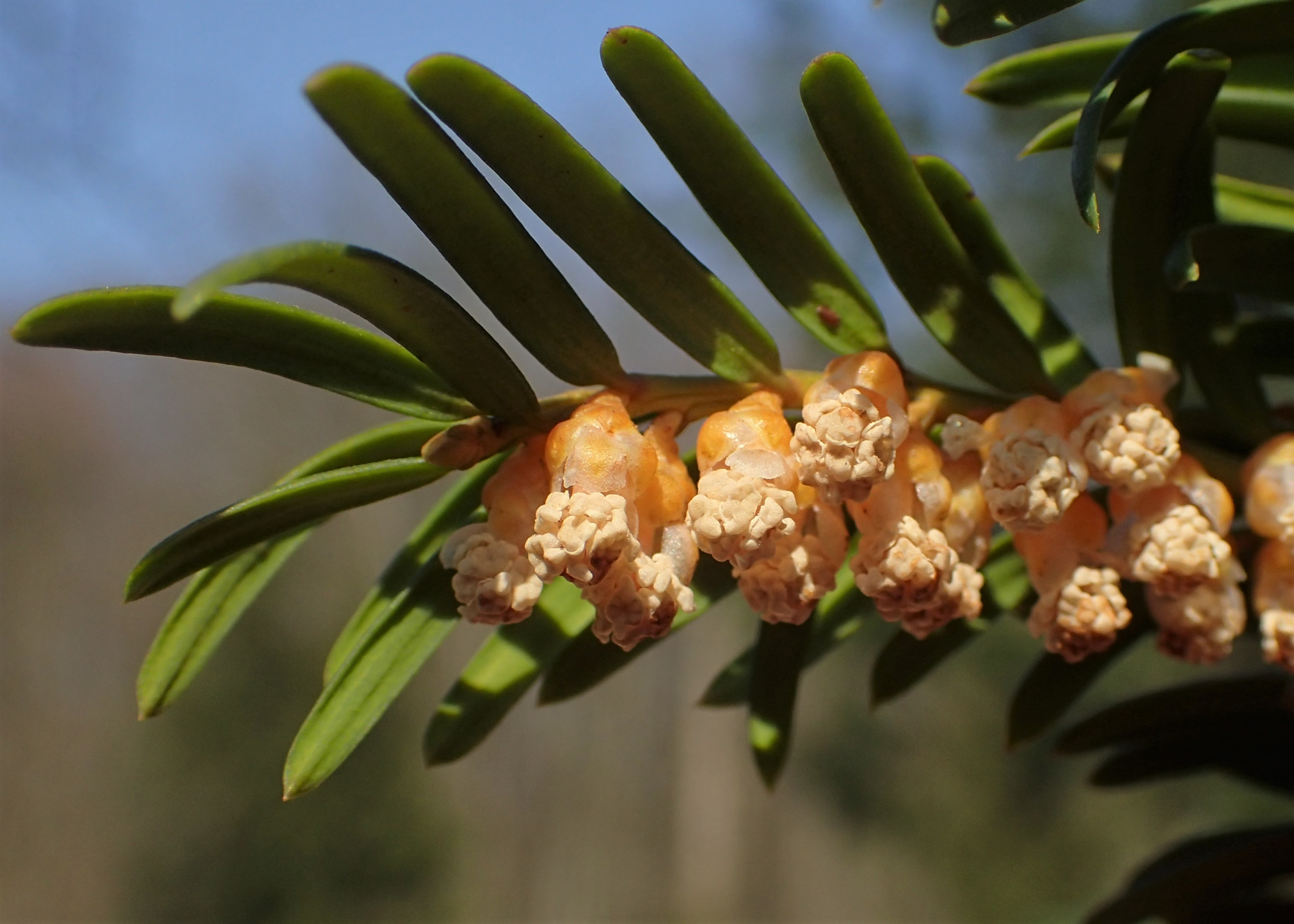
Kwiaty męskie
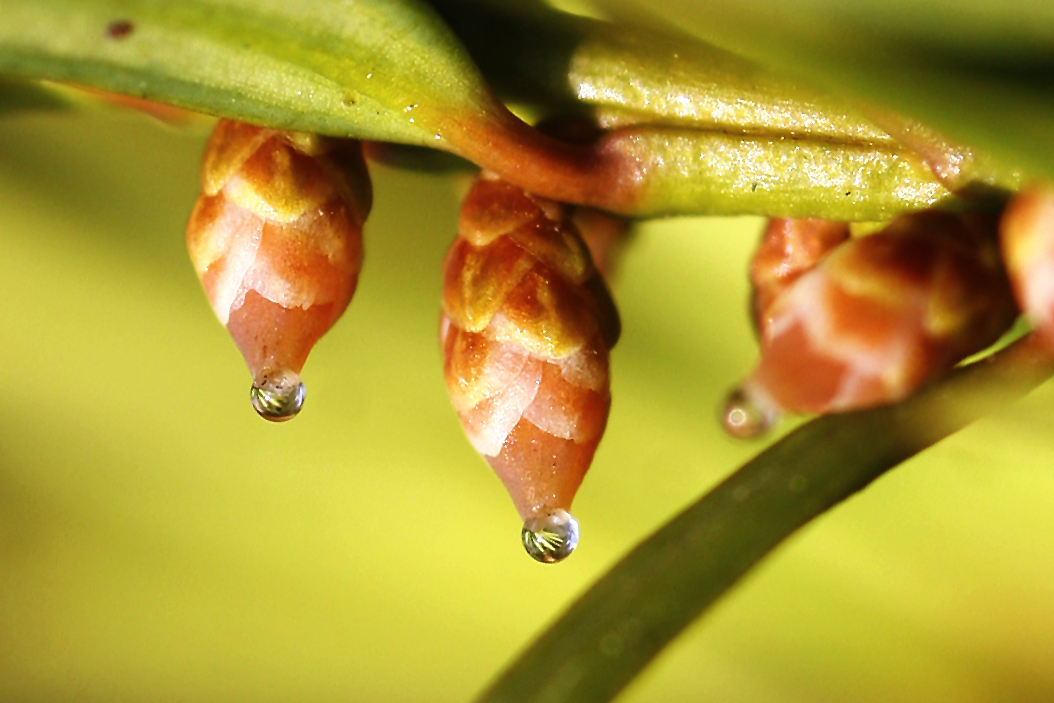
Kwiaty żeńskie
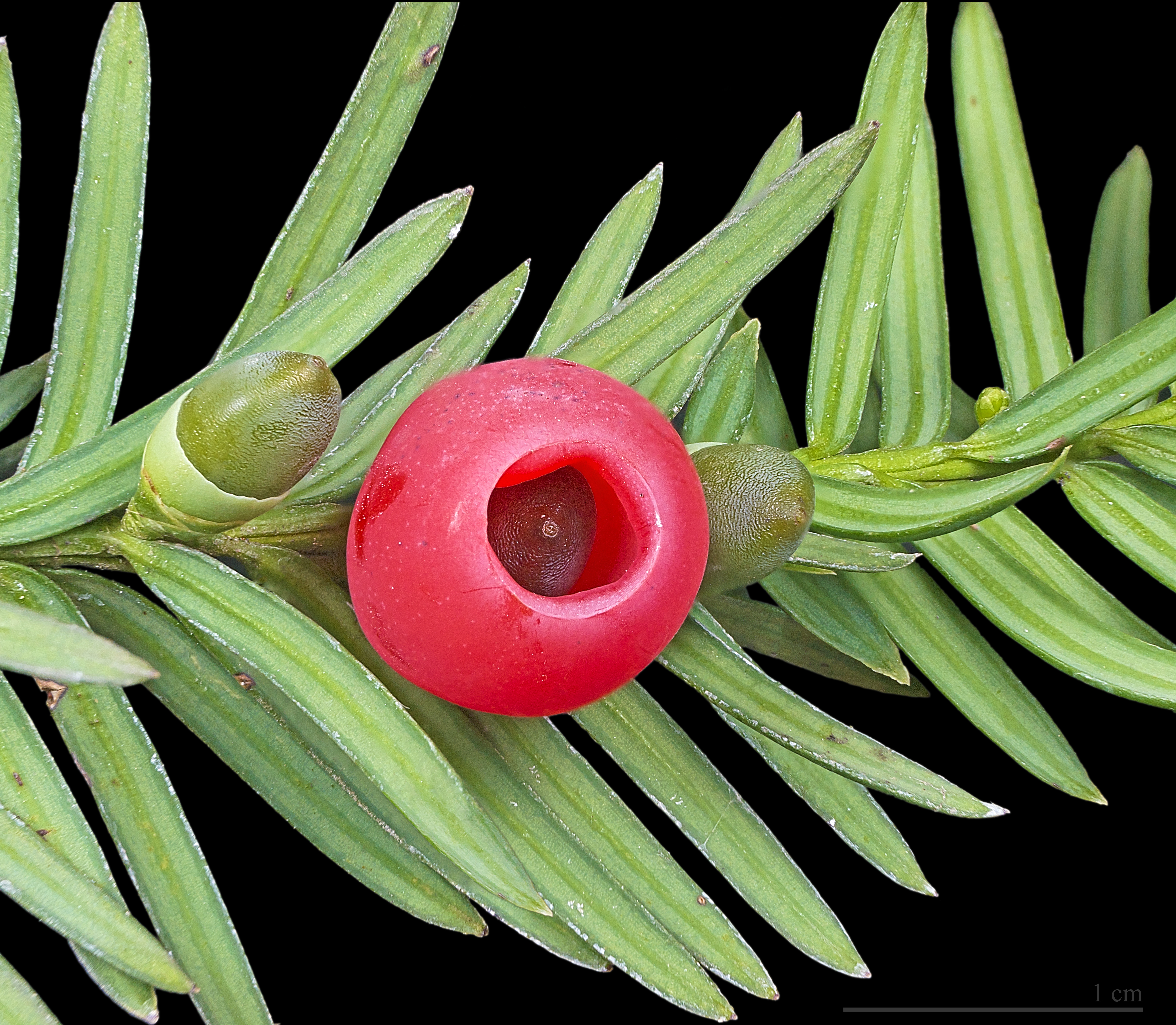
Nibyjagody cisu z czerwoną osnówką
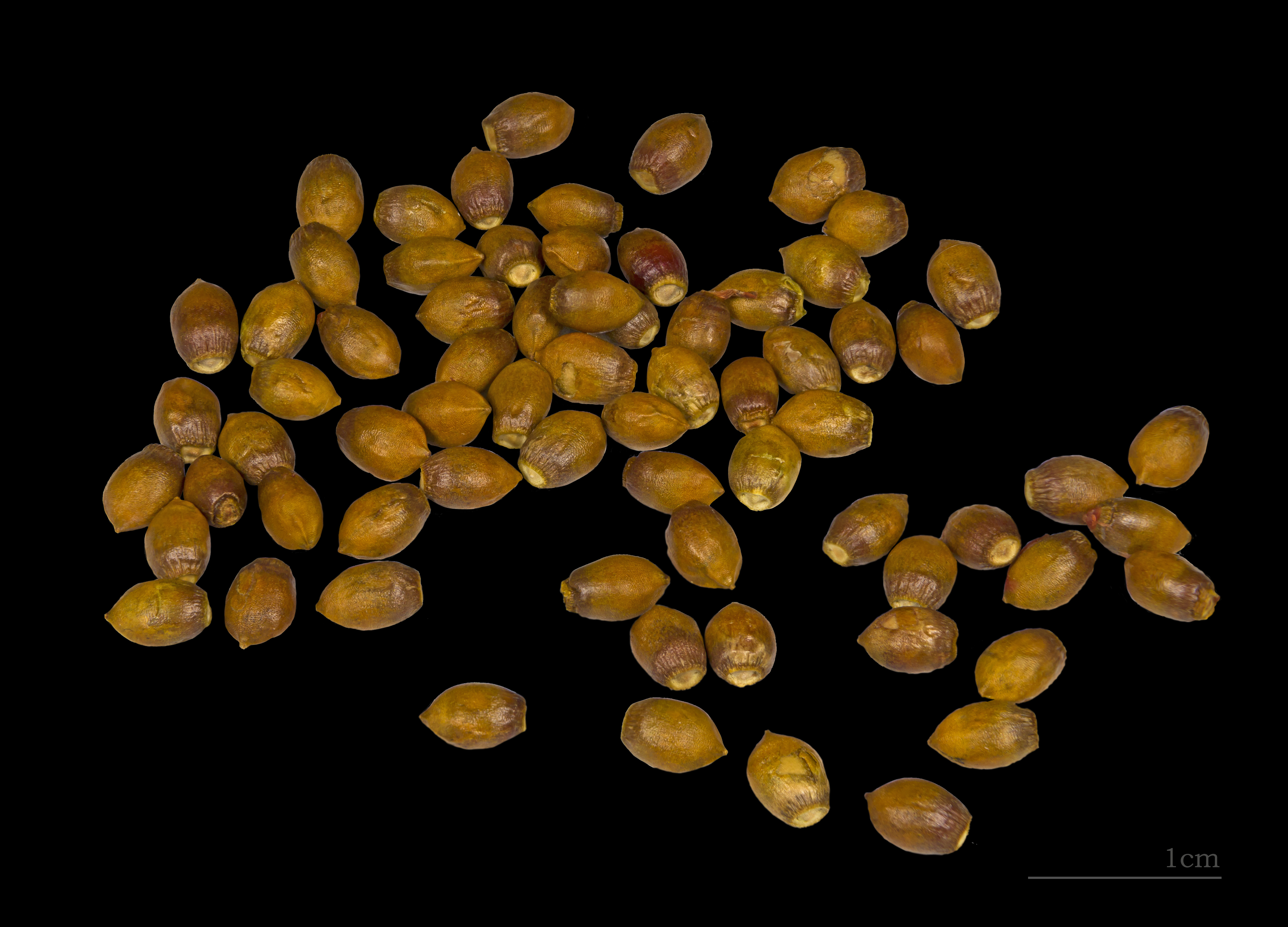
Nasiona
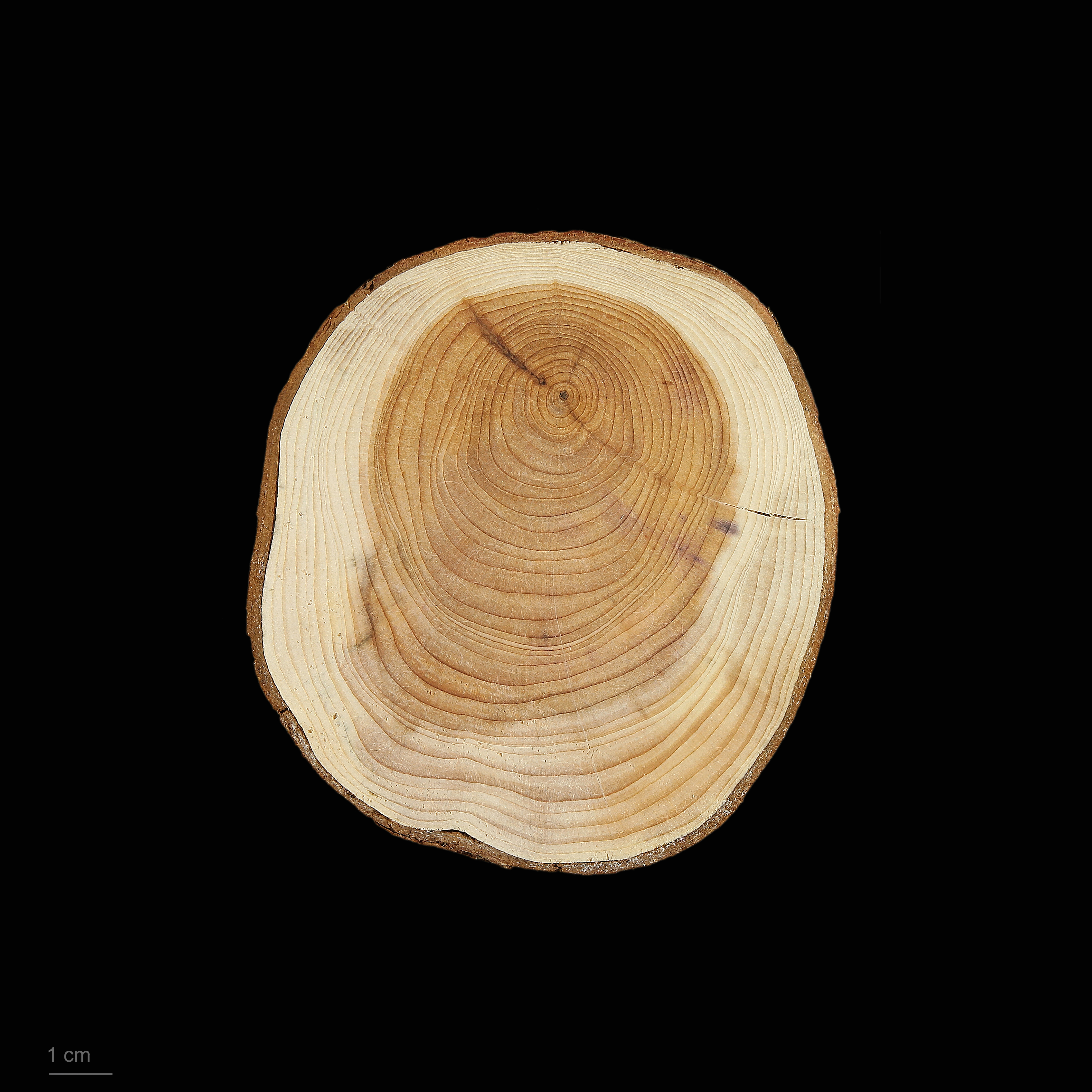
Taxus baccata

## Biologia

### Rozwój

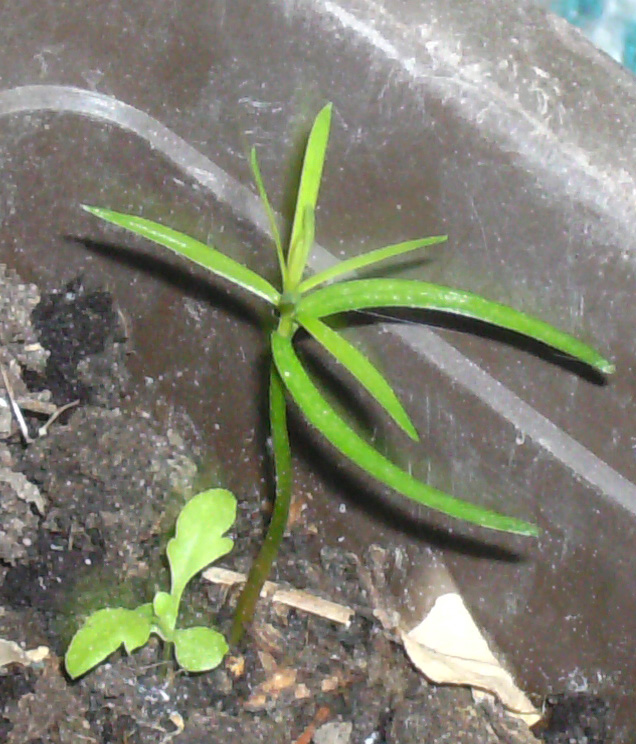
Siewka cisu. Widoczne liścienie skierowane w jedną stronę i pierwsze liście właściwe.

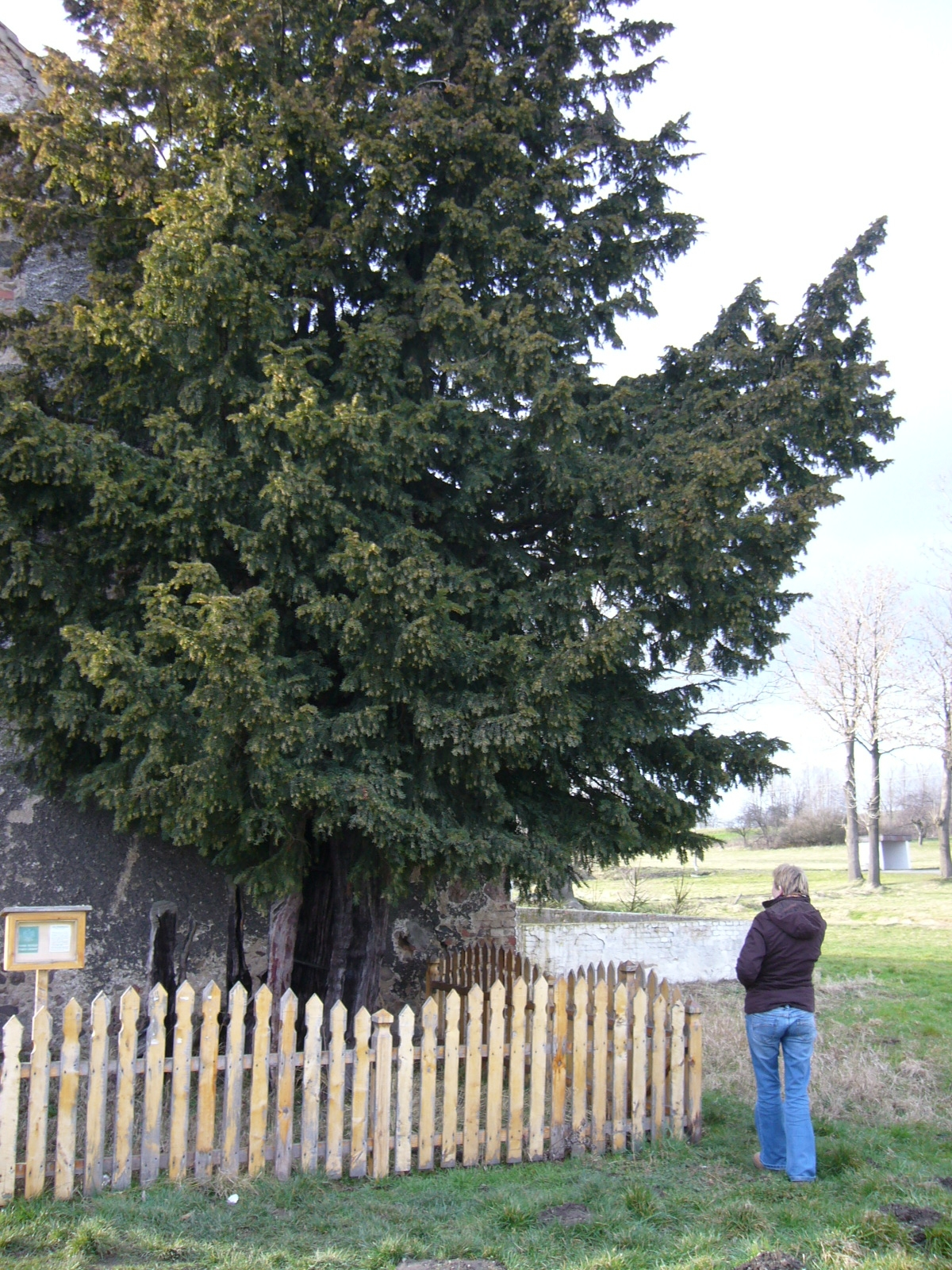
Najstarsze drzewo w Polsce – cis z Henrykowa Lubańskiego

Roślina dwupienna. Kwitnie w okresie od marca do kwietnia. Nasiona dojrzewają od sierpnia do września, są rozsiewane przez ptaki, kiełkują epigeicznie. Wysiane natychmiast kiełkują zwykle wiosną następnego roku. Natomiast wysiane na wiosnę następnego roku mogą zakiełkować dopiero po 3-4 latach. Stwierdzono, że przejście nasion przez przewód pokarmowy ptaków i ich wystawienie na działanie kwasów trawiennych przyspiesza kiełkowanie nasion.
Siewka ma dwa liścienie, początkowo skierowane w jedną stronę, później mogą ułożyć się naprzeciwlegle. Są cienkie, równowąskie, tępo zaostrzone, siedzące, o długości 15–25 mm i szerokości 2–2,5 mm. Pierwsze 3–4 pary liści właściwych (igieł) są ułożone naprzeciwlegle, płaskie, ostro zakończone, o długości 15–20 mm i szerokości 2 mm, z dwoma jasnymi paskami od spodniej strony. Następne liście rosną już naprzemianlegle. Część podliścieniowa ma długość od 30 do nawet 80 mm, ku dołowi pogrubia się i przechodzi z koloru intensywnie zielonego pod liścieniami do żółto-białego przy szyjce korzeniowej. Korzeń jest palowy z krótkimi korzeniami bocznymi.
Naturalnie odnawia się słabo, co niektórzy botanicy uznają za proces naturalny, cechujący gatunki reliktowe o słabnącej sile życiowej. Upatrują tego w stopniowym ubożeniu zmienności genetycznej populacji, co związane jest zapewne z bardzo rozproszonym występowaniem cisów.
Szczególnie trudno odnawia się w drzewostanach liściastych z grubą warstwą nierozłożonych liści (bukowych, dębowych) na dnie lasu - tak próbuje się tłumaczyć niedostatek odnowień naturalnych m.in. na terenie znanego rezerwatu przyrody "Cisy Staropolskie im. Leona Wyczółkowskiego w Wierzchlesie" w Borach Tucholskich.
Sądzi się, że kluczowe znaczenie dla sukcesu reprodukcyjnego ma stopniowanie dostępu światła: w początkowej fazie rozwoju siewki nie potrzebują go wiele, jednak w miarę wzrostu rośliny jej wymagania w tym zakresie stale rosną. Głównym zagrożeniem dla młodych roślin jest zgryzanie przez zwierzynę płową.
Cis jest gatunkiem wyjątkowo wolno rosnącym. Tylko początkowo rośnie w tempie do 15 cm na rok. Później, w miarę osiągania wysokości typowej dla danego siedliska, przyrost na wysokość praktycznie ustaje. Podobnie wolno rośnie "wszerz": obwód pnia zwiększa się od dziesiątych części milimetra do maksymalnie 3 mm rocznie.

### Osiągany wiek
Okazałym i starym cisom tradycyjnie przypisywano wiek sięgający ponad tysiąc lat, czasem nawet do kilku tysięcy lat (np. cis z Llangernyw i cis z Fortingall). Jednak uznaje się, że to wartości zwykle przesadzone, a potężne pnie niektórych okazów są wynikiem zrastania się większej liczby pni drzew równowiekowych. Często też precyzyjne ustalenie wieku uniemożliwia wypróchniałe wnętrze pnia. W przypadkach, w których możliwe było dokonanie wiarygodnego pomiaru wieku okazywało się, że stare okazy miały ok. 800-1000 lat. Przyjmuje się w efekcie, że najstarsze okazy mają ok. 1,5 tysiąca lat.
Najstarszym cisem w Polsce jest cis Henrykowski w Henrykowie Lubańskim w województwie dolnośląskim, jego wiek ocenia się na około 1300 lat. Blisko 800-letni cis rośnie w Bystrzycy (gm. Wleń), drzewo mierzy w obwodzie ponad 382 cm. Jak głosi legenda posadzony był przez mieszkańców po zakończeniu budowy kościoła katolickiego (ok. 1217 r.) na cześć jego fundatorki księżnej Jadwigi uznanej później za świętą. Do najstarszych polskich drzew należą także cisy Raciborskiego rosnące na terenie wsi Harbutowice. Wiek starszego okazu szacuje się na blisko 700 lat. Inne stare cisy w Polsce znajdują się w Wałbrzychu (Cis Bolko), Mogilnie, Gałkach.

### Właściwości fizyko-chemiczne
Roślina trująca. We wszystkich częściach rośliny, oprócz osnówki otaczającej nasiono, znajdują się duże ilości trujących związków, przede wszystkim taksyny (w liściach jest jej do 2%, w nasionach ok. 0,16%), poza tym efedryny. Taksyna działa toksycznie na serce, poza tym układ pokarmowy, układ nerwowy i nerki. Powoduje u człowieka i innych ssaków najpierw pobudzenie, a następnie porażenie. Praca serca początkowo przyśpiesza, a następnie zwalnia, spada ciśnienie tętnicze, postępuje atonia i ostatecznie serce zatrzymuje się w rozkurczu. Błona śluzowa układu pokarmowego jest silnie drażniona, czego wynikiem jest silny stan zapalny i biegunka. Porażany jest ośrodek oddechowy układu nerwowego, uszkadzane są nerki i pobudzana jest macica, działając w efekcie poronnie. Efekt poronny jest jednak słabszy niż oddziaływanie na serce i układ nerwowy, dlatego wykorzystanie cisa jako środka poronnego powoduje szybszy zgon niż poronienie. 
Do zatruć u ludzi dochodzi najczęściej w przypadku spożywania odwaru z liści w celach poronnych i po spożyciu przez dzieci nasion otoczonych apetycznie wyglądającymi osnówkami. Rzadko roślina wykorzystywana jest w celach samobójczych, czasem zatrucia wynikają z zastosowań w medycynie ludowej (np. jako środek przeciwrobaczy) lub są skutkiem przypadkowego żucia gałązek. 
Początkowymi objawami zatrucia są wymioty, silne bóle brzucha, biegunka i ślinotok. Następnie następują zawroty głowy, odurzenie, oddech się spłyca, spada ciśnienie krwi – twarz blednie, wargi sinieją i następuje utrata przytomności. Zgon następuje w stanie śpiączki, poprzedzony drgawkami w różnym okresie od pół godziny do 24 godzin po spożyciu toksyny. Za dawkę śmiertelną uważane jest w przypadku człowieka 50–100 g igieł.
Trujące właściwości cisa były znane już w starożytności. Nazywano go "drzewem śmierci" twierdząc, że jest tak trujący, iż ten, kto zaśnie w jego cieniu, może umrzeć w czasie snu. Rzymski wódz i polityk Juliusz Cezar w swoich Komentarzach o wojnie galijskiej podał, że kiedy wódz pobitego przezeń ludu Eburonów, Katywulkus, „osłabiony wiekiem” nie mógł już kontynuować walki, otruł się sokiem z cisu (lub pijąc wino z kubka wykonanego z drewna cisowego). Przed morderczym działaniem cisa przestrzegał już w II połowie I w. w swej De Materia Medica grecki lekarz i farmakolog Dioskurydes z Anazarby (podobno samo wąchanie gałązek mogło doprowadzić do zatrucia). Podobną opinię o cisie wyrażał w tym samym czasie Pliniusz Starszy w swojej Historii naturalnej. Rzymski lekarz greckiego pochodzenia Klaudiusz Galenus z górą sto lat później nazwał cis „podstępną trucizną”, czyhającą w igłach i jagodach na człowieka jak i na bezrozumne bydlę. W Polsce ksiądz Benedykt Chmielowski w swoich "Nowych Atenach" (1745-1746) powtórzył informację o zabójczych właściwościach cisowego cienia, co jednak kilkadziesiąt lat później zdecydowanie zdementował inny ksiądz, botanik Krzysztof Kluk w "Dykcyonarzu roślinnym" (1786-1788).
Wśród zwierząt taksyna działa silnie toksycznie na konie. Z tego powodu w wielu regionach gatunek ten był bezlitośnie trzebiony, gdy rósł w pobliżu gospodarstw czy pastwisk. Z kolei kozy i sarny mogą spożywać cisowe gałązki bez szkody. Podobnie ptaki z rodziny drozdowatych zjadają w całości owoce cisa bez uszczerbku dla zdrowia, a wydalając niestrawione nasiona przyczyniają się do rozsiewania tego drzewa.

## Ekologia

### Siedlisko
Cis pospolity najlepiej rośnie w łagodnym klimacie oceanicznym, cechującym się łagodnymi zimami, dużą wilgotnością i częstymi opadami. Niskie temperatury ograniczają zasięg tego gatunku na północy i w Europie wschodniej. Z kolei susze i wysokie temperatury determinują zasięg cisa w zachodniej Azji i w północnej Afryce. Na obszarach górskich rośnie pod okapem drzewostanów liściastych i mieszanych na cienistych stokach, zwłaszcza północno-zachodnich i północno-wschodnich. Najlepiej rośnie na glebach o odczynie od umiarkowanie kwaśnego do zasadowego. Preferuje stanowiska w cieniu. Najczęściej rośnie - pojedynczo lub grupowo - jako domieszka w podszyciu lasów liściastych lub mieszanych z udziałem buka, jodły, świerku, dębu, grabu i lipy.
W południowej części zasięgu rośnie w lasach górskich. W północnej Afryce na wysokościach od 2000 do 2500 m n.p.m. W Kaukazie sięga do 2050 m n.p.m., w Karpatach do 1660 m n.p.m., w Alpach do 1400 m. W polskich górach najczęściej rośnie do granicy regla dolnego, rzadziej w piętrze kosodrzewiny na wapiennym podłożu. W 1971 r. na obszarze Tatrzańskiego Parku Narodowego stwierdzono 14 stanowisk cisa, głównie w obrębie regli.

### Oddziaływania międzygatunkowe
Cis dostarcza pokarmu 24 gatunkom ptaków (m.in. kowalik, rudzik) i 8 gatunkom ssaków (m.in. sarna, wiewiórka, zając).

## Zmienność
Znanych jest co najmniej 70 odmian uprawnych cisu pospolitego.

## Zagrożenie i ochrona

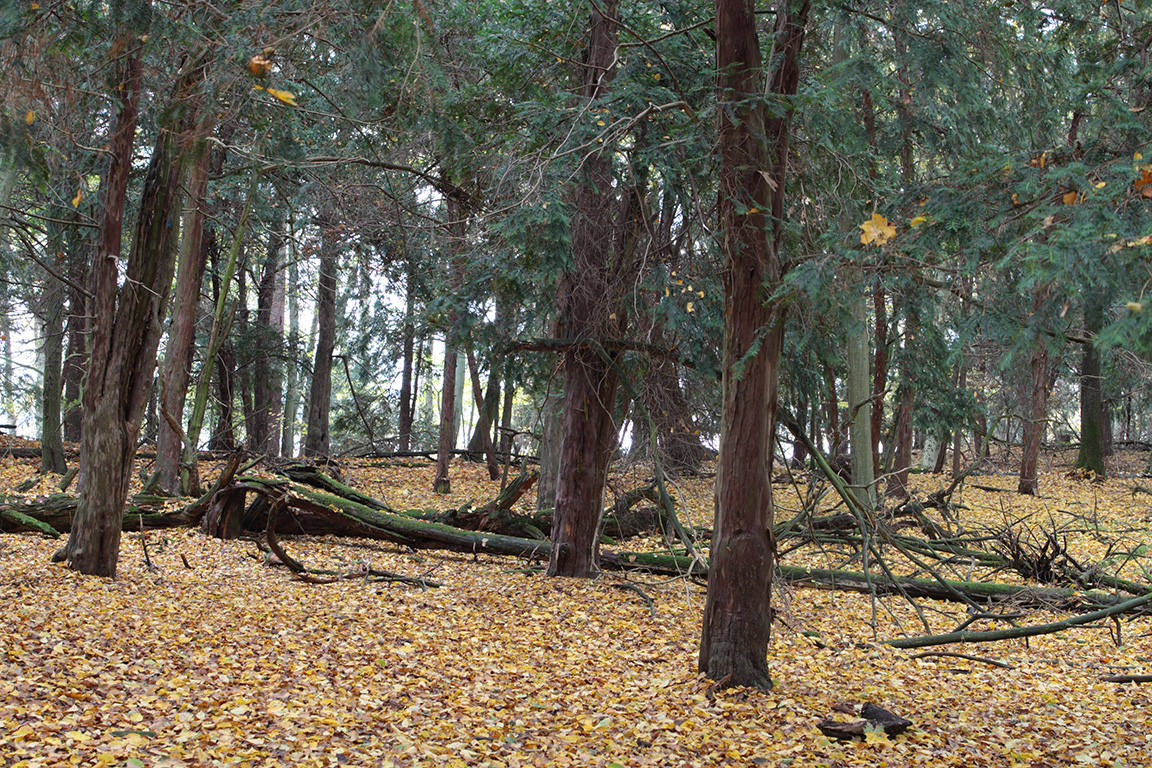
Rezerwat przyrody Cisy Staropolskie

Jest gatunkiem najwcześniej objętym ochroną w Polsce, bowiem chroniony jest od 1423 roku. Ochrona została wówczas ustanowiona na mocy statutu warckiego, wydanego przez króla Władysława Jagiełłę, który chciał ograniczyć eksport drewna cisowego, będącego surowcem do wyrobu bardzo dobrej jakości łuków i kusz, do Anglii, Niderlandów i państwa zakonnego. Ograniczenie wprowadzono z obawy o całkowite wyginięcie cisu pospolitego:
Jeśli kto wszedł w las i drzewa, które znajdują się być wielkiej ceny, jako jest cis i jemu podobne porąbał, tedy może być przez pana albo dziedzica pojman.
Współcześnie roślina podlega ochronie w Polsce nieprzerwanie od 1946 roku, przy czym w latach 1946–2001 oraz 2004–2014 znajdowała się pod ochroną ścisłą, zaś w latach 2001–2004 oraz ponownie od 2014 roku pod ochroną częściową.
W 2006 r. dyrektor generalny Lasów Państwowych wydał zarządzenie o przystąpieniu do wdrażania "Programu ochrony i restytucji cisa pospolitego (Taxus baccata L.) w Polsce". Powstało ok. 180 ha upraw cisowych, obejmujących ok. 400 tys. szt. sadzonek. Powstały plantacje nasienne i inne formy hodowlane, mające na celu zachowanie zasobów cisa w obliczu jego zamierania na dotychczasowych stanowiskach, w tym w rezerwatach. Jednocześnie Leśny Bank Genów w Kostrzycy otrzymał zlecenie inwentaryzacji stanowisk gatunku. Według raportu z tej inwentaryzacji (opublikowanego w grudniu 2011 r.) w Polsce rosło 52,3 tys. cisów.
Kategorie zagrożenia gatunku:
- kategoria zagrożenia na świecie według CzKGZ IUCN: LC (niższego ryzyka (ang. least concern);
- kategoria zagrożenia w Polsce według CzKR: VU (narażony).

## Zastosowanie

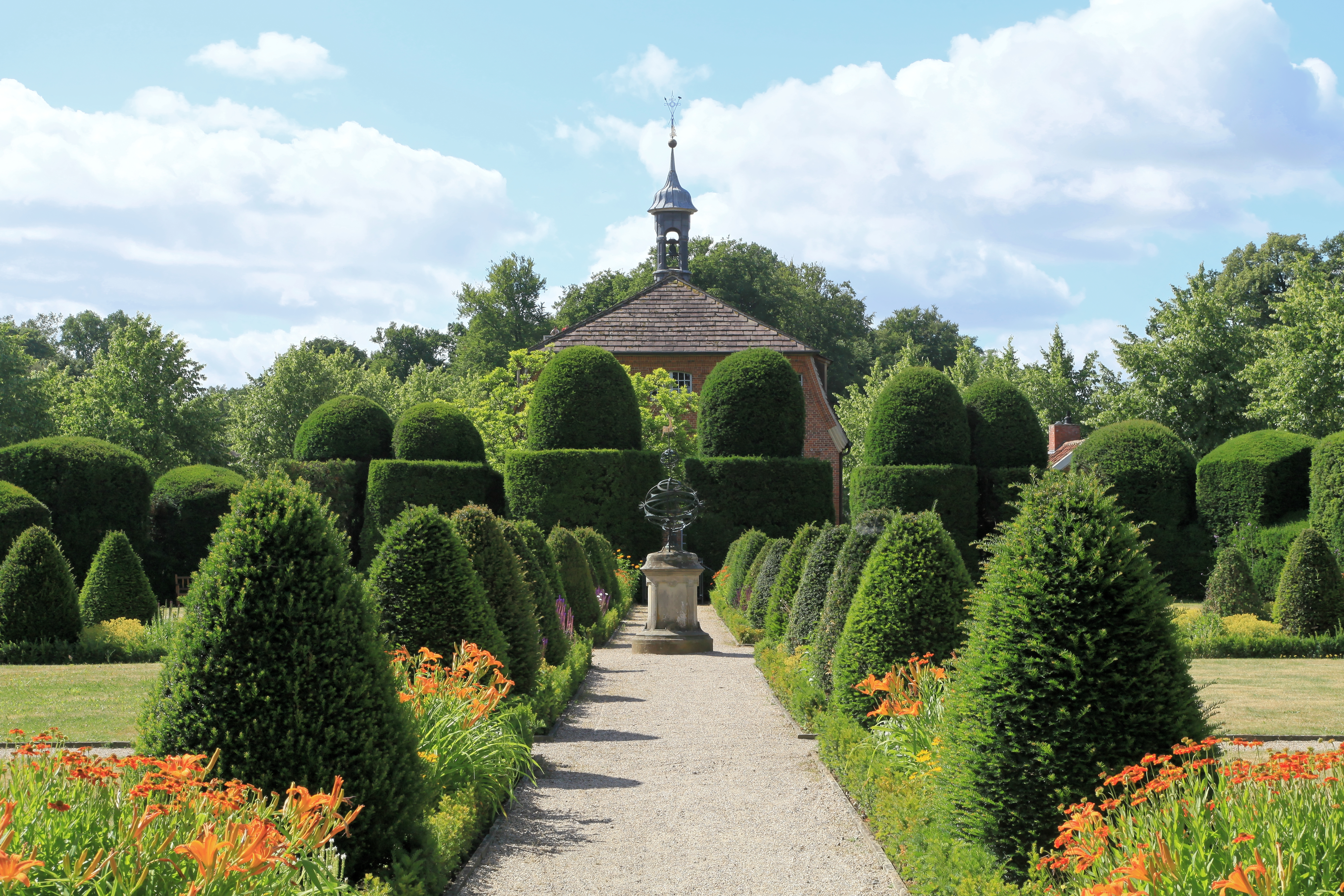
Strzyżone cisy w ogrodzie klasztornym w Sögel

Surowiec drzewnyDrewno cisa było cenne – w średniowieczu stanowiło kosztowny towar eksportowy, importowany głównie przez Anglię i Holandię. Drewno cisowe jest twarde i trwałe, wąskosłoiste, z wąskim, żółtym bielem i ciemnobrunatną twardziel. Jest odporne na gnicie. Jest najbardziej zbite, najbardziej sprężyste i najtrudniej łupiące się ze wszystkich europejskich gatunków drewna. Nie posiada kanalików żywicznych. Ze względu na twardość nazywano je „żelaznym”. Przy tym jest mało podatne na próchnicę, działanie pleśni, grzybów i szkodników owadzich.
Drewno cisa od najdawniejszych czasów było stosowane do wyrobu broni. Najstarszym przedmiotem z drewna cisowego jest włócznia, licząca ok. 45 tys. lat. Zmarły 3300 lat p.n.e. Ötzi miał przy sobie toporek o miedzianym ostrzu, osadzonym w cisowym toporzysku. Ze względu na dużą giętkość i wytrzymałość drewna cisu wykonywane były w średniowieczu łuki i kusze. Cis wykorzystywany był również w meblarstwie i rzemiośle artystycznym. Słynnym wyrobem z drewna cisowego były tzw. „meble gdańskie” i „meble kolbuszowskie”. Jako podatne na precyzyjną obróbkę drewno to było stosowane także do produkcji elementów mechanizmów, m.in. kół zębatych.
Roślina ozdobnaCis jest często sadzony w ogrodach i parkach. Jest stosunkowo odporny na zanieczyszczenia powietrza. Wyhodowano przy tym wiele odmian uprawnych o zróżnicowanym pokroju, wzroście i ubarwieniu (od ciemnej zieleni igieł po złoty).
Roślina leczniczaHildegarda z Bingen, XII-wieczna mniszka (benedyktynka) i mistyczka była zdania, że wdychanie dymu z palonego drewna cisowego leczy zaflegmione płuca. Odwar z igieł był kiedyś stosowany przy niedociśnieniu krwi. Z cisu izolowane są substancje, z których produkuje się lek przeciwnowotworowy docetaksel używany najczęściej w leczeniu raka piersi, płuc, prostaty, żołądka i nowotworów głowy i szyi.
Roślina jadalnaCzerwone osnówki są jadalne i mają słodki smak. Znajdujące się w nich nasiona są trujące.

## Nazewnictwo
Naukowa nazwa rodzaju – Taxus jest klasyczną (dawną) nazwą tych roślin. Jednocześnie, zarówno w łacinie (taxus), jak i grece (tóxon), jego nazwa znaczyła też „łuk”. Nazwa wywodzona jest z indoeuropejskiego rdzenia teks tłumaczonego jako „użytkowy”, „możliwy do obróbki”. Nazwa gatunkowa oznacza jagodowy (w łacinie bacca oznacza jagodę).

## Cis w kulturze
Cis odgrywał istotną rolę w kulturze i mitologiach wielu narodów i społeczeństw. W starożytnym Egipcie miał status drzewa królewskiego: wykonywano z niego rzeźby i sarkofagi faraonów. Za najstarsze dzieło sztuki z drewna cisowego uchodzi rzeźba twarzy królowej Teje, żony faraona Amenhotepa III z 18. dynastii, pochodząca z XIV w. p.n.e.
Jednocześnie cis pojawiał się w dawnej magii i demonologii, ponieważ jego właściwości trujące uczyniły z niego drzewo demoniczne. Już w starożytnej Grecji był drzewem śmierci, a w tamtejszej mitologii wymieniany był wśród drzew świata podziemnego - Hadesu. Wieńce z gałązek cisa nosili na głowach kapłani, a na znak żałoby wplatano we włosy cisowe gałązki. W Grecji nowożytnej z jego gałązek pleciono wieńce nagrobne. Wśród Słowian panował zwyczaj posypywania igliwiem cisa podłóg w izbie, w której spoczywał zmarły oraz drogi za konduktem pogrzebowym, w celu zabezpieczenia się przed niechcianym powrotem jego ducha. Do symboliki tej nawiązywał zapewne zwyczaj sadzenia cisów na cmentarzach.
Barbara Bazińska w monumentalnym „Pasterstwie Tatr Polskich i Podhala” notowała: ...istniały drzewa smrekowe oraz cisowe na Rusinowej Polanie, w Roztoce i w Jaworzynie, koło których jeszcze u schyłku XIX wieku gromadzili się w pewnych porach roku ludzie, palili nocą ognie, przyprowadzali dzieci i chorych. Zachowała się też relacja o zakopywaniu głowy młodego baranka pod cisowym drzewem, co stanowi wyraźną postać ofiary. W tym samym czasie gospodarze z okolic Pcimia święcili w dniu Trzech Króli gałązki cisa, które później używali do okadzania chorego bydła w celu odgonienia czającej się śmierci. Cisowy kołeczek, wbity w róg krowy która po raz pierwszy się ocieliła, miał zabezpieczyć ją przed utratą mleka, a cielę przed wszelkimi urokami. W niektórych rejonach kraju obowiązkowo wplatano gałązki cisa do palm wielkanocnych. Na Żywiecczyźnie uważano, że w tradycyjnych „bagniątkach” obok witek wierzbowych z „kocankami” (baziami) powinny znaleźć się m.in. gałązki cisa. W Żabnicy gospodarze, idący do kościoła w Palmową Niedzielę zatykali za opaski kapeluszy gałązki cisa, które później miały działać jako skuteczny lek przy pewnych chorobach koni.
Dym z palonych wilgotnych gałęzi cisowych miał zabijać lub odstraszać czarne koty, w które rzekomo wcielał się diabeł. W niektórych regionach Karpat chętnie sadzono cisy koło domów, wierząc, że zabezpieczą one obejście od uroków i piorunów. Wierzono także, że kołki z drewna cisowego, używane do przybijania gontów lub szkudeł na dachu, oprócz tego, że będą wystarczająco trwałe, to jeszcze uchronią budynek od uderzeń piorunów. Na Podbeskidziu jeszcze w XIX w. w uboższych chałupach świecono łuczywami. Te z cisowego drewna dawały stosunkowo dużo światła, nie kopciły i ładnie pachniały, a gdy były poświęcone – chroniły dom przed czarami i urokami.
Świadomość wyjątkowości cisa i cisowego drewna oraz jego zastosowań trwała wśród ludu jeszcze długo w XX w., pomimo iż gatunek ten był coraz rzadszy. Jan Pluciński, pracujący jako nauczyciel w Chochołowie na Podhalu ok. 1950 r., notował: Cis rósł w Koryciskach jesce za drugiej wojny światowej. Ludzie go straśnie nizcyli. Robili z niego stoły, fornirowali wierch, wykładali rzeźby, w cetynie kąpali, nosili jego gałązki za kapelusem fto sie fcioł ozenić, a dziewki zaś za pazuchom. Jak zadali jałówce, to sie juz nie powtarzała. Świecili, kadzili - jak bydło sło piersy roz na pasom. Było cisók, było w Orawicach pod Osobitą, w Cieśniawach, nad Zmarłą Polanką. Chłopi wierzyli, ze cisowe drzewo pomogo przi koseniu. Kosisko z cisowego drzewa nie grzało, nie męcył sie cłowiek.